# Ascogaster wuyiensis
Ascogaster wuyiensis är en stekelart som beskrevs av Chen och Huang 1994. Ascogaster wuyiensis ingår i släktet Ascogaster och familjen bracksteklar. Inga underarter finns listade.